# Кривецький Борис Филимонович
Кривецький (Крживецький) Борис Филимонович (* 1883, Одеса — † 1941, Париж) — український і російський театральний діяч, режисер. В 1918 році разом з О. Загаровим створив український психологічно-реалістичний театр «Державний драматичний театр» за зразком МХАТу.

## Життєпис
Борис Филимонович Крживецький мав багатий досвід роботи у найвідоміших російських театрах: у 1907–1910 працював у Московському художньому театрі, режисури навчався у класі В. І. Немировича-Данченка, викладав у школі при цьому театрі. У 1910 році брав участь у створенні театру «Музична драма» в Пензі, де запроваджували принципи реалістично-психологічного театру на оперній сцені.
До 1917 року працював у театрах Москви. У 1918 році його запросили до Києва очолити створюваний державний театр. На засіданні Театральної ради 5 червня 1918 Бориса Крживецького було обрано директором Державного драматичного театру. Призначення затвердив 10 липня 1918 року міністр народної освіти Української Держави за гетьмана Павла Скоропадського Василенко Микола Прокопович.
Директором і режисером цього театру Борис Филимонович був у 1918–1919 роках. На посаду головного режисера йому вдалось запросити вихідця з України, відомого на російських сценах режисера і актора Олександра Загарова (справжнє прізвище Фон-Фессінг), який теж пройшов школу Московського художнього театру, а також «Товариства нової драми» В. Мейєрхольда та Александринського театру в Петербурзі.
Разом з Загаровим Крживецький створює український психологічно-реалістичний театр за зразком МХАТу.
У 1921 році Борис Крживецький працює режисером Руського театру в Ужгороді.
Згодом доля привела його до чеського міста Оломоуц. В Чехії він поставив «Вишневий сад» А. Чехова. В 1922 поставив «Бориса Годунова» в Театрі на Королівських виноградах» (Прага)
З 1923 — у Загребі, ставив опери і оперети, в тому числі в Хорватському Національному театрі. 5 травня 1925 поставив у цьому театрі оперу Б. Сметани «Поцілунок».
17 листопада 1929 року режисером Борисом Кривецьким в Словенії вперше було поставлено словенською мовою оперу «Валькірія» Ріхарда Вагнера.
Після 1934 кілька років працював в Нові Сад (Сербія).